# 패멀라 하이로니미
패멀라 하이로니미(영어: Pamela Hieronymi, /haɪˈrɒnɪmi/)는 미국의 철학자로, 캘리포니아 대학교 로스앤젤레스(UCLA)의 철학 교수이다. 주로 도덕심리학 분야의 연구로 알려져 있다.

## 학력 및 경력
하이로니미는 1992년에 프린스턴 대학교에서 학사 학위를 받았고, 2000년에 하버드 대학교에서 박사 학위를 받았다. 2000년 7월부터 UCLA에 재직해왔으며, 2007년에는 종신교수직을 얻었다. 하이로니미는 미국 내외에서 폭넓게 연구를 발표해왔다. 또한 공영 라디오 프로그램 철학 토크(Philosophy Talk)에 출연했으며, 기술과 교육에 대한 자신의 견해가 담긴 글을 《The Chronicle of Higher Education》에 싣기도 했다.
2010년에는 미국 학술단체협의회에서 최근 종신교수 대상에게 수여하는 프레더릭 버크하트 레지덴셜 펠로우십을 받았다. 2011년부터 2012년까지는 스탠퍼드 대학교의 행동과학 고등연구센터에서 펠로우로 재직했다.

## 연구

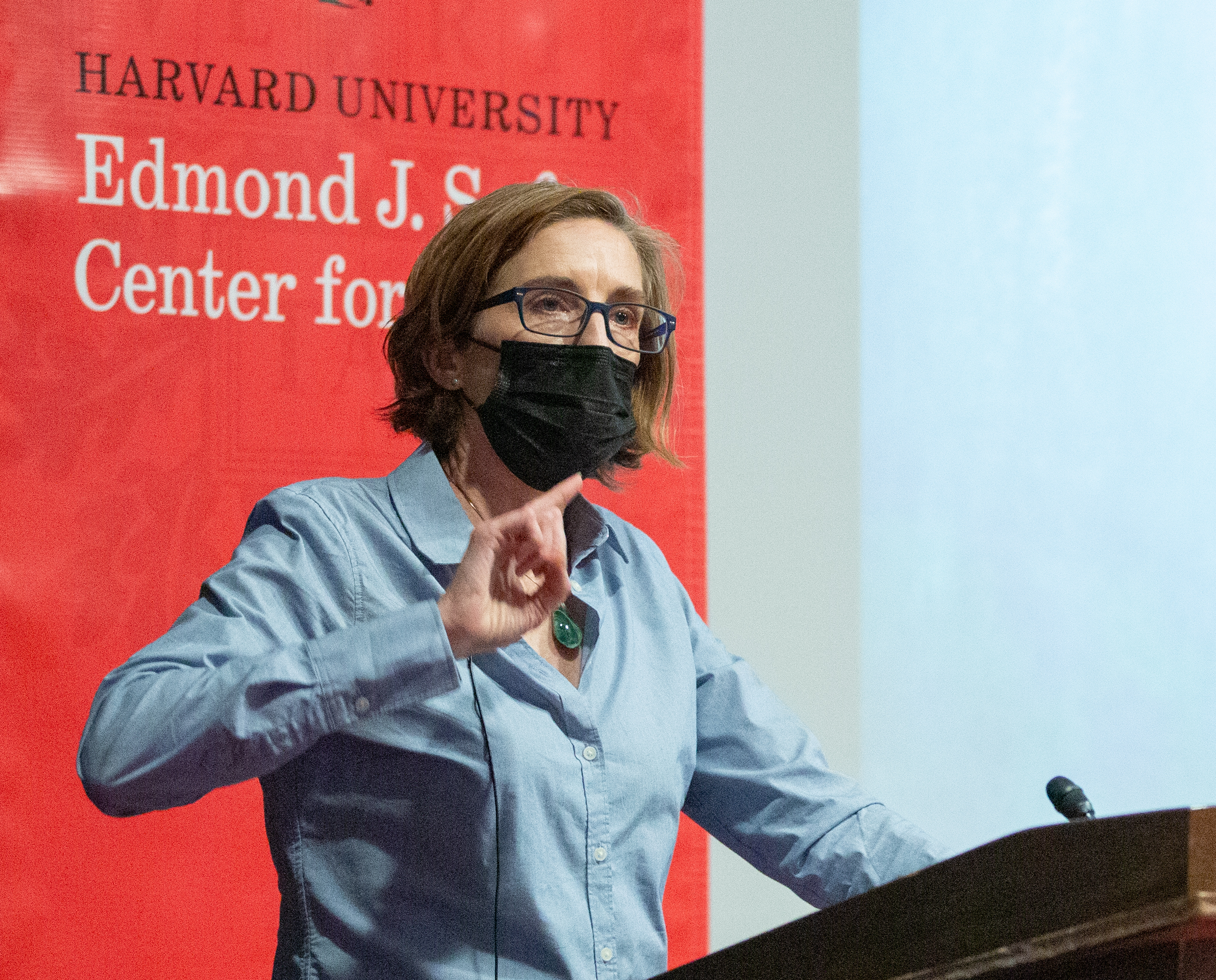
2022년 윤리학 강연에서의 하이로니미

하이로니미는 도덕심리학 전문가로서 도덕적 책임과 기능, 이유, 신뢰, 용서, 신념의 자발성에 대해 폭넓게 저술해왔으며, 이러한 연구는 널리 인용되며 영향력을 끼쳐왔다.

## 미디어 자문
하이로니미는 NBC의 시트콤 《굿 플레이스》에서 도덕철학과 윤리학의 자문을 맡았다. 이를 통해 해당 드라마에서 자신의 박사 학위 논문 지도교수였던 하버드대 명예교수 T. M. 스캔런의 연구를 담아낼 수 있도록 힘썼으며, 각본을 담당한 작가진에게 "실존주의와 광차 문제라고 알려진 유명한 사고실험" 등 여러가지 주제에 대한 자문을 제공했다. 또한 마지막 회에 정치철학자 토드 메이와 함께 카메오로 출연하기도 했다.

## 주요 저술
- “Reflection and Responsibility”. 《Philosophy and Public Affairs》 (영어) 42 (1): 3–41. 2014년 4월 25일. doi:10.1111/papa.12024.
- Marshall, Richard (2013년 10월 25일). “forgiveness, blame, reasons…" Interview with Richard Marshall”. 《3:AM Magazine》 (영어). 2013년 10월 28일에 원본 문서에서 보존된 문서.
- “The Use of Reasons in Thought (and the use of earmarks in arguments)”. 《Ethics》 (영어) 124 (1): 114–27. 2013년 10월. doi:10.1086/671402.
- “Don't Confuse Technology With College Teaching”. 《The Chronicle of Higher Education》 (영어). 2012년 8월 13일. 2013년 7월 26일에 확인함.
- “Reasons for Action”. 《Proceedings of the Aristotelian Society》 (영어) 111 (3): 407–27. 2011. doi:10.1111/j.1467-9264.2011.00316.x.
- “Believing at Will”. 《Canadian Journal of Philosophy Supplementary Volume》 (영어) 35: 149–187. 2009. doi:10.1080/00455091.2009.10717647.
- Wallace, R. Jay; Kumar, Rahul; Freeman, Samuel, 편집. (2011). 〈Of Metaphysics and Motivation: The Appeal of Contractualism〉. 《Reasons and Recognition: Essays on the Philosophy of T. M. Scanlon》 (영어). New York: Oxford University Press. 101–128쪽. ISBN 9780199877034.
- O'Brien, Lucy; Soteriou, Matthew, 편집. (2009). 〈Two Kinds of Agency〉. 《Mental Actions》 (영어). Oxford: Oxford University Press. 138–62쪽. ISBN 9780191607721.
- “The Reasons of Trust”. 《The Australasian Journal of Philosophy》 (영어) 86 (2): 213–36. 2008년 6월. doi:10.1080/00048400801886496.
- “Controlling Attitudes”. 《Pacific Philosophical Quarterly》 (영어) 87 (1): 45–74. 2006년 3월. doi:10.1111/j.1468-0114.2006.00247.x.
- “The Wrong Kind of Reason”. 《The Journal of Philosophy》 (영어) 102 (9): 437–57. 2005년 9월. doi:10.5840/jphil2005102933.
- “The Force and Fairness of Blame”. 《Philosophical Perspectives》 (영어) 18 (1): 115–48. 2004. doi:10.1111/j.1520-8583.2004.00023.x.
- “Articulating an Uncompromising Forgiveness”. 《Philosophy and Phenomenological Research》 (영어) 62 (3): 529–55. 2001년 5월. doi:10.1111/j.1933-1592.2001.tb00073.x..